# アポロの歌
『アポロの歌』（アポロのうた）は、1970年4月から11月に『週刊少年キング』（少年画報社）において連載された手塚治虫の漫画作品。またはこれを原作とした2025年放送のテレビドラマ。

## 概要
性愛をテーマにした物語で、それ故この作品は、1970年に神奈川県で有害図書に指定されている。
この作品では、母親から虐待を受けた主人公が精神病院で治療を受ける合間に見た夢がオムニバス形式で描かれるが、それと同時に主人公自身の物語も次第に進行していく。冒頭付近に予告されているように、いずれの夢も「女性（ヒロイン）を愛するが、結ばれる前に自分か相手が死んでしまう」という、悲劇色がきわめて強いものである。オムニバス形式を取りつつ、個々のエピソードの積み重ねにより、ひとつの大きな物語の流れが形作られながら進行していくという手法は、後に『鳥人大系』でも用いられた。
タイトルの由来は第5章で説明されるように、ギリシャ神話におけるアポロとダフネの悲愛に由来する。アポロ神はニンフのダフネに恋するが、アポロを嫌がったダフネは彼から逃れるために、月桂樹へと姿を変えてしまう。後悔したアポロは彼女を忘れないため、月桂樹から月桂冠を作り、永久に身に着けることにした。
同じく性を扱った手塚作品として『ふしぎなメルモ』と『やけっぱちのマリア』があるが、『メルモ』がどちらかというと低年齢層の少女をターゲットとし、本作と同時期に執筆・発表された『やけっぱちのマリア』が学園恋愛コメディであるのに対し、本作で手塚は「自分でもわかるくらい、はっきりと劇画ふうにタッチをかえ」絶望的な物語を描く。
初出時期の『COM』誌上の作者コラムによれば、本作のアニメ化企画があったようで、これが転じて『ふしぎなメルモ』のアニメ化に繋がったようである。
メディアミックスとして、2025年2月より、毎日放送にてテレビドラマが放送された。

## 沿革
手塚は本作の連載予告で、タイトルはギリシャ神話に登場する太陽神アポロにちなんだものだと言い、「太陽の神がうたう、人類の壮大な叙事詩という意味がこめられています」と書いている。同時に今まで描かれなかった生命の謎、性の神秘、その本能と欲望などを漫画家として、医師として徹底的に描いて行くつもりだと抱負を語った。
初めての単行本は週刊漫画雑誌と同じB5判で、1971年に虫プロ商事から発行された。これは当時の少年画報社が、他社のような新書版コミックスを発売していなかったためである。「わたしの性教育漫画とは…」と題した第1巻前書きに「近頃、子ども漫画がハレンチになって、いかがわしい漫画がずいぶんふえてきたという読者の声がきかれます。そういう見方からすれば、この作品は確かに度が過ぎて、いやらしい漫画の仲間に入るかも知れません」と書いている。その後、虫プロ商事は全2巻だった『アポロの歌』を、厚いA5判の合本（現在でいうコンビニコミックのような装丁）として1973年に発売した。
永井豪が1968年に発表した漫画『ハレンチ学園』は、当時としては過激な内容だったことから、連載誌の『週刊少年ジャンプ』編集部には教育委員会やPTAからの苦情が多く寄せられた。手塚は1977年発売の『アポロの歌』単行本（講談社・刊）のあとがきで『ハレンチ学園』に触れ、「ある程度のセクシーな画は、大人がどういおうと、子どもたちはもうあたりまえにうけつけるようになっていました」と永井の影響力について書き、大学紛争や学生の内ゲバ、暴力事件で若者たちの青春は殺伐としており、そんな時代に描かれた青春漫画『アポロの歌』の主人公は、自作の中では特に陰が多い人物だと語っている。また、本作が持つ重苦しい雰囲気にも言及し、「これを連載しているあいだに、虫プロ商事の役員のトラブルや労働組合のゴタゴタにまきこまれてひどい目にあいました。ですから、よけい暗い、やりきれないムードが、この作品にはただよっています」と認めている。
手塚は本作と同時期の1970年に、性教育漫画『やけっぱちのマリア』を『週刊少年チャンピオン』に連載していたが、虫プロ商事『アポロの歌』第1巻の前書きで「成功したかどうかは別として、（アポロの歌は）内容にかなりどぎつい言葉やシーンが出てきた」「手塚流の漫画からは、かなりはみ出したものかも知れません」と、コメディタッチの学園モノ『やけっぱちのマリア』とは対照的になったことに触れた。
本作の「序章 神々の結合」は、医学博士の学位を持つ手塚ならではの視点で、性交中の男女の性器内部を漫画の技法で描き、擬人化された精子のユーモラスかつ残酷な旅路で物語の幕を開ける。射精直前の男性の精嚢（睾丸）の中に同じ顔をした無数の男たちが集まり、その群体の中の1体は「われわれ五億の仲間は、たったひとりの女王を目指して、これから命をかけた競技を始める！ ではスタート！」と宣誓。射精が始まると、精液に混じって膣内に噴出された数億の男たちは、ドロドロの白い濁流に乗って膣の奥深くへ流れて行く。先頭の男は、子宮で待ち受ける美しい女王に最初に手を触れ、女王が液の中から引っ張りあげた男に身を寄せると、一体化した2人は赤い壁に着床して消えた。女王に拒絶された男たちは、そのまま死屍累々の屍と化して行く。
手塚は『やけっぱちのマリア』でも子作りの方法を説明しており、「キンタマから一度に何億もセイシが出て行き、オチンチンの先からとびだすのだ」「おとうさんは おかあさんの許しをうけて 自分のセイシをおかあさんの中に入れる！ すると くだの中から出てきたランシと子宮というフクロの中でバッタリと会う」と表現している。性交の果てに女性が膣内射精を受けることで子宮口に精液が流れ込み、数億匹の精子の中から一匹だけが卵子と結合できる、という受精の仕組みはどちらの作品でも言及している。が、町医者がそれを長台詞で喋ってヒゲオヤジがコミカルなリアクションをする『やけっぱちのマリア』に対し、『アポロの歌』は赤い膣内に白い精液が噴き出す瞬間をインパクトのある作画で見せ、女王（卵子）に辿り着けない数億の精子は全員死ぬといった過酷な競争をキャラクターで描いた点を含め、より巧みな語り口でヒトの生殖行為を漫画に落とし込んでいる。

## 物語

### 序章 神々の結合
近石昭吾の母親はふしだらな女で、複数の「パパ」と性関係を持ち、昭吾の父親が誰なのかも分からない有り様であった。昭吾は母親にとって、新しい男を作る上で障害になる“いらない子”だったのだ。
幼少期の昭吾は、寝室で愛人と性交中の母を偶然見てしまい、激昂した母親は幼い息子に酷い虐待を加える。なぜ自分を生んだのかと泣きながら尋ねる昭吾に、母親は「男と女がくっつくと子供ができちまうから仕方がない」と答える。この体験が深いトラウマとなった昭吾は“愛”というものを憎むようになる。人間や動物が互いに愛し合い、あるいは交尾するのを見て、昭吾は憎悪を掻き立てられる。
ある日、鳥のオスがメスを命懸けで蛇から守る所を見た学生の昭吾は、衝動的に鳥たちを殺してしまう。それ以降、昭吾の悪行はエスカレートし、愛し合う動物を見ては殺してまわる。他人が飼育している鳩を絞め殺している現場を咎められ、昭吾は遂に警察に補導された。精神病院へ送られた昭吾は、医師による催眠術や電気ショック治療を受け、その合間に夢を見る。昭吾はギリシャの宮殿のような建物内で女神像から「愛を呪った罰を受けなければならない」と告げられた。その罰とは「女性を愛するが、結ばれる前に自分か相手が死んでしまう」という悲劇を永遠に体験し続けるものだった。その罰は、夢の中で現れる。

### 第1章 デイ・ブルーメン・ウント・ダス・ライヘ(花と死体)
最初の夢を描く。昭吾は大戦中のナチス・ドイツの兵士になって、ユダヤ人の囚人を輸送する列車に乗っていた。ナチスが集めた囚人を覗き込んだ昭吾は、美少女のエリーゼと目が合って赤面する。昭吾が勃起しているのに気づいた大人の兵は彼を冷やかし、ユダヤ人だけはやめておけと諭す。エリーゼに惹かれた昭吾は、列車が攻撃を受けた騒動の中で、彼女を逃がそうと試みる。エリーゼはまだナチスドイツ軍に両親が囚われていることを気にしながらも逃亡。昭吾も兵たちの銃撃をかいくぐって森を抜け、安否が気になるエリーゼの姿を探す。
エリーゼは自分を逃がしてくれた兵士だとは知らず、親の仇として昭吾を銃で撃った。追跡してきた3人のドイツ兵が、銃身でエリーゼの頭部を殴打して輪姦しようとすると、瀕死の昭吾が兵たちを背後から銃殺した。すでに虫の息のエリーゼは、自分を救ってくれた昭吾と僅かに心を通わせ、やがて2人は会話をしながら息絶える。後日、軍の数名が帰還しなかった味方の兵たちを探して森の奥へ行くと、一面が花畑になっていたその地に、ユダヤ人の少女とドイツ兵の少年が寄り添うように死んでいた。ナチスドイツ軍は少女の死体から髪を取って役立てるからと、エリーゼの遺体だけを回収して去って行く。

### 第2章 人間番外地
第二の夢を描く。昭吾は新聞社に雇われたセスナのパイロットであり、「（昭吾の）いちばん嫌いなタイプの、芸術家ぶって一流校をはなにかけた女カメラマン」のナオミを乗せていた。海底火山の噴火を取材するため飛行していたセスナ機は、火山の爆発の影響で無人島に不時着する。そこは動物達が争いもなく幸せにくらすユートピアだった。昭吾は負傷で気を失っているナオミを介抱し、10日ほどが過ぎた。
心の底では愛し合いながらもいがみあい、サバイバル生活を続けるうちに、強く互いを意識するようになった昭吾とナオミは、洞窟の中で性交を始める。行為中に地鳴りが起き、落盤の危機が生じたため、2人は全裸のまま洞窟を出た。偶然、海底火山の危機を告げる大型船舶が接近していたので、昭吾は声をあげて救助を求めた。昭吾は島でのことは誰にも口外しないとナオミに誓い、嫌な思い出になったかと訊ねるが、彼女は黙ったままだ。救命ボートで島に来た2人の船員に、昭吾は動物たちも一緒に乗せて欲しいと言うが、ケダモノの世話までしていられないとばかりに、船員は動物たちを銃殺し始めた。怒った昭吾と揉みあう船員は誤ってナオミを撃ってしまう。昭吾は裸のナオミの遺体を抱えて逃げようとするも、無情にも島は大噴火を起こして灼熱に包まれる。

### 第3章 コーチ
精神病院の中庭を散歩していた昭吾は、色情狂の患者の女性から迫られる。拒絶して揉み合ううちに昭吾は誤って相手を殺してしまう。病院から逃走した昭吾は、新宿の公園で遭遇したカップルの女性を強姦しようと追いかけながら、男の方を殺して逃亡。
若い女性の運転手・渡ひろみは、警察に追われている昭吾を見つけて自分の車に乗せた。彼女の顔は、電気ショック治療を受けている最中の昭吾が、夢で見た女神像と非常に似ている。ひろみは箱根の山奥にある別荘に昭吾を匿う。元々長距離ランナーの資質を持っていたひろみは、昭吾の走る姿にマラソンのランナーの素質を見出し、連日自転車で並走しながら彼のマラソンコーチを務めた。ひろみの許嫁の山部は、彼女が中学生男児に入れ込んでいること知り、嫉妬から昭吾を追い詰めて崖から転落させる。それを知ったひろみが崖下へ降りて行くと、昭吾は頭を強打して重傷だった。

### 第4章 女王シグマ
第三の夢を描く。合成人が世を支配する未来の世界が舞台で、昭吾は合成人の女王シグマの暗殺を企むレジスタンス・人間密同組織の一員であった。合成人の医師団に捕まり、宮殿に連行された昭吾と若い女性の康子は、全裸にさせられた上に、シグマの目前で子作りの行為を実演するよう命令された。合成人は培養液の中で造られるクローンなので、人間のような性器を交える有性生殖をしない。シグマは男女がどうやって愛し合い、性器を繋げてどのように子供を作るのか、愛を知るために見たいのだと言う。時間がかかるし人に見せるものではないと命令を聞かない2人に苛立つシグマは、今すぐ行為を始めよ怒る。はっきりと拒否した康子は焼き殺され、昭吾はそんなシグマの顔が、自分の知っている渡ひろみという女にソックリだと言い出す。
クローンで複製される合成人ゆえシグマは膣を持たず、摂食物は原子に分解されるため、人間でいう排泄器もない。男根を挿入すべき開口部が身体にないにも関わらず、シグマは自分を渡ひろみと思って性行為を再現するよう昭吾に求めた。愛撫を受けているうちに、シグマには愛のような不思議な感情が芽生える。だが人間を嫌う首相ビビンバは昭吾に重傷を負わせ、その肉片から昭吾のクローンが造られた。ビビンバは昭吾に心を奪われたシグマを、人間に格下げするために醜い顔に作り変えてしまう。シグマは何千人もの人間を殺してきた罪を償うために、レジスタンスに自ら撃たれて死に、彼女を愛していた昭吾は悲嘆に暮れる。
シグマのクローンが造られていることを知った昭吾は宮殿に向かうものの、合成人を憎悪する人間密同組織のメンバーは、大量のシグマの複製体を次々と壊し続け、その光景を見た昭吾は嘆き悲しんだ。昭吾は自分のクローン体に撃たれて瀕死となり、最後のひとりになったシグマは死にゆく昭吾に愛を告げると、彼の遺体を抱いたまま「原子になって結ばれましょう」と全てを無に帰す爆破装置を作動させた。

### 第5章 ふたりだけの丘
渡ひろみのコーチでマラソンの練習を続けている昭吾は、ひろみの許嫁の男に崖から突き落とされても死んでいなかった。年上のひろみに恋心を抱くようになった昭吾がある日、2人の暮らすロッジに入ろうとすると、誰かと話すひろみの声が聞こえてきた。その相手は昭吾が入院していた精神病院の医師・榎だった。榎はこのまま昭吾がひろみへの想いを募らせても良い結果は生まないため、彼を遠ざけるよう助言した。昭吾の未来のために了承するひろみだったが、物陰で聞いてしまった昭吾は絶望し、飛び出して行った。
アポロに執拗に追われて月桂樹に姿を変えたダフネの神話になぞられ、「月桂樹になれ」という榎からの言葉に一度はロッジを離れるひろみであったが、彼女もまた昭吾を愛していることに気付いて引き返した。崖から身を投げようとする昭吾を突き飛ばし、ひろみは逆に転落して命を落とす。ロッジ付近で心中したカップルとの関係で警察に追われた昭吾は、ひろみの遺体と共にガソリン置場に籠城したが、警察官が発砲した銃弾がガソリン缶に命中し、昭吾は爆死した。

### エピローグ
気が付くと昭吾は愛の女神の前にいた。女神は無情にも彼を許さず、永久に愛の試練を受けて苦しむよう命じる。昭吾は女神に「せめてひろみともうひと目だけ会わせてもらえませんか？」と伝えると、女神は「どの時代にも彼女は待っているからいつでも会える」と告げた。
自然は…… 男と女をつくりわけ……

――男と女は自らの子孫のために結ばれ 生みつづける………

胎児――それは 男と女の オスとメスとの 誠実な愛のしるしである

誠実な愛がなければ 人類の歴史はつづかなかっただろう

男と女と 生まれるものは 世界のつづくかぎり

無限のドラマをくりかえすだろう

きょうも また あしたも………

## 登場人物

### 主要人物
近石 昭吾（ちかいし しょうご）
主人公。母親から虐待された経験が原因で「愛」というものを憎むようになり、それ故に愛しあう動物たちを殺していた。後に、本心では異性愛を得て幸せになりたかったことに気付く。多くの生き物を殺したり傷つけてきたことで女神から罰を与えられ、ナチス・ドイツの兵士、セスナ機のパイロット、合成人が支配する国の人間になって、様々な世界に転生する。いずれの世界でも女神と同じ顔をした女性を愛するが、昭吾か女性のどちらかが死別することで、その愛が成就することはない。作中で年齢は明かされていないが、第3章で山部から「どこの学校だ ぼうや」と話しかけられ、大人からは中学生相当と見られている。
昭吾の母親
典型的な娼婦で、昭吾の人格形成に悪影響を及ぼした張本人。愛人の男との間に、昭吾より年下の女児を設けていた。昭吾の異父姉妹の妹が「ママ、若いくせにあんな大きな子どもがいるの？」と訊いており、昭吾はかなり若い時に望まない妊娠で出来た子であることが第3章で触れられている。
榎（えのき）
精神科医。昭吾を治療する白髭の男性医師。戦争中、少年兵を含めて敵を4人殺して「胸がスーッとした」経験があるため、自分が正気だとは思っていない。しかし冷酷な人ではなく、昭吾を案ずる描写が随所にあり、教え子のひろみが昭吾に特別な気持ちを抱いていると見抜く洞察力も持つ。

### 編毎の登場人物

#### 第1章の登場人物
エリーゼ
ユダヤ人の少女。ナチスドイツに囚われた家族と共に、多くのユダヤ人を強制収容所へ運ぶ輸送列車の中にいた。列車が爆撃を受けた騒動に紛れて昭吾に逃がしてもらったが、煙の中で昭吾の顔を見ていなかったため、逃亡した後でドイツ兵の彼を銃で撃ってしまう。名前はベートーベンの音楽が好きだった母が、「エリーゼのために」にちなんでつけたという。

#### 第2章の登場人物
ナオミ
第2章のヒロイン。セスナのパイロット昭吾を10万円で雇った23歳の報道カメラマン。プライドの高い性格から、無人島での遭難生活を通じて昭吾に惹かれて行く自分の気持ちを否定し続けた。全裸のまま海辺に立ち尽くし、大自然の美しさに触れているうちに、昭吾と口づけを交わして性交を始める。昭吾は誰にも口外しないと誓うが、救助に来た船員に見られてしまったから、もう手遅れだと言い、10年、20年経って今日のことは夢のように霞んで行くだろうと昭吾に話す。
福本 一義
阪神動物園の飼育係長。戦時中に園内の動物を全て殺処分するよう軍から命じられ、悩んだ末に一部のつがいの動物を船に乗せて島まで運んだ。島で動物たちの繁殖を見届けながら衰弱し、洞窟内で遺書を残して白骨化していた。

#### 第3章・第5章の登場人物
渡 ひろみ（わたり ひろみ）
第3章と第5章のヒロイン。元陸上選手を名乗る女。昭吾にマラソンを教えるため、箱根の奥の山荘で昭吾と生活する事になる。実は榎の教え子である医者で、昭吾が持つ愛へのコンプレックスは、母親から受けた虐待の結果だと見抜いていた。昭吾の憎しみの心を消す治療目的でスポーツに打ち込ませていたが、いつしか昭吾を愛するようになる。
山部（やまべ）
現役の陸上選手。ひろみの許婚。ボストンマラソンで2位になったことがある。しかし、ひろみという婚約者がいながら数々の女性と浮気を繰り返す、女癖の悪い男だった。崖から落ちたひろみが失明するや、助けを呼びに行くふりをして彼女を見捨てて逃げて行った。
下田警部（しもた）
手塚の『バンパイヤ』などに登場した警部。警視庁から出向き、脱走した昭吾を殺人と婦女暴行の容疑者として追う。

#### 第4章の登場人物
シグマ
第4章のヒロイン。生殖器と排泄器を持たない合成人の女王で、渡ひろみと瓜二つの顔を持つ。クローン技術により何度も甦ることができる。人間同士の愛の行為に強い興味を抱き、男女の性交はどのようにするのかを実際に見たいと思っている。昭吾とセックスの真似事をしているうちに、今まで味わったことのない「身体をくすぐられるような沸き立つ気持ち」が芽生え、昭吾の愛が欲しいばかりに手術で人工の膣を作る。息絶える前の昭吾に愛していることを打ち明けた。
ビビンバ
生身の人間を蔑視する合成人の首相。顔は山部と同じ。シグマが外科手術で女性器を作ったことを知り、彼女の首を切断して醜い女の顔にすげ替えた。宮殿に殴り込んできた昭吾の光線銃に撃たれて死亡。
ロボポリス
人間を取り締まる機械の警察官たち。
ミナ
昭吾に道を案内する合成人の少女。道中、廃墟になったビル街を通る時に、道を埋め尽くす無数の墓標を見せ、20世紀の終わり頃に光化学公害で人間が大量死したことを昭吾に教えた。
康子（やすこ）
昭吾と共にシグマの宮殿に連れ去られた女性。この世界では子作りが可能な健康体の若い男女が希少種のため、生身の人間が子供を作っている姿を見せるよう命じられる。女王からの要求を3回拒否したために高圧電流で焼き殺された。
昭吾のクローン
ビビンバ首相の指示で造られたクローン体。切断した昭吾の片腕を培養して生まれた。シグマに恋愛感情を抱く前の昭吾から造られたため、シグマを助けようとする本物の昭吾の気持ちを理解していなかった。

## その他
- 本作は単行本化の際に大幅に改稿されている。2019年4月19日、立東舎から週刊少年キング連載時のオリジナル版を収録した単行本が発売された[28]。

## 書誌情報
- COM別冊 全2巻（虫プロ商事）

1. 1971年9月15日初版発行
2. 1971年10月15日初版発行

- COM名作コミックス 全1巻（虫プロ商事）

1973年7月1日初版発行
- 手塚治虫漫画全集 全3巻（講談社）[注 9]

1. 1977年8月18日初版発行
2. 1977年10月20日初版発行
3. 1977年11月20日初版発行

- 手塚治虫名作集 全2巻（ホーム社）[注 10]

1. 1993年6月23日初版発行 ISBN 4-8342-8016-0
2. 1993年7月25日初版発行 ISBN 4-8342-8017-9

- 手塚治虫名作集 全2巻（集英社文庫）[注 11]

1. 1995年9月19日初版発行 ISBN 4-08-748303-7
2. 1995年9月19日初版発行 ISBN 4-08-748304-5

- 手塚治虫文庫全集 全1巻（講談社）

2010年11月12日初版発行 ISBN 978-4-06-373796-7
- アポロの歌オリジナル版（立東舎）

2019年4月19日 ISBN 978-4-8456-3371-5

## テレビドラマ
2025年2月19日（18日深夜）から4月2日（1日深夜）まで毎日放送の「ドラマイズム」枠にて放送された。主演は佐藤勝利（timelesz）と髙石あかり。

### 製作
2025年1月16日、佐藤勝利と髙石あかりの主演で『アポロの歌』を実写ドラマ化し、MBS/TBS「ドラマイズム」枠で2月18日より放送されることが発表された。2022年に「ドラマイズム」で放送されたテレビドラマ『生き残った6人によると』を撮った二宮健が監督を務めることも併せて発表された。この日、手塚治虫作品オフィシャルサイト内の「虫ん坊」でも実写ドラマ化を報じ、「ストーリーの骨子は保ちながら、新解釈版となる本作。ぜひご期待ください！」という言葉を寄せている。
脚本と監督を兼任する二宮健は、「『アポロの歌』は、自分の礎を築いた手塚治虫先生の作品の中でも、特に心を揺さぶられた一作です」と言い、「愛とは、時に苦悩や不自由を伴いながらも、生命の存在を支える根源的なテーマです。ぜひご覧くださいと意気込みを語った。
企画の発端は2023年末、二宮がプロデューサーの上浦侑奈から「来年（2024年）、髙石と何かを作りたいと思うが題材が決まっていない。やりたいものがあったら何でも言って欲しい」と電話を受けたことに始まる。髙石が初めてドラマのレギュラーを演じた『生き残った6人によると』の監督を務め、上浦がプロデュースし、髙石が出演したドラマ『墜落JKと廃人教師』（2023年）にも関わっていた二宮は、上浦と「また一緒にやりたいね」と話をした背景があったのだ。
「なんでもいいよ」と上浦から言われた二宮は、まず大好きな手塚治虫の漫画『アポロの歌』を、ほかに『やけっぱちのマリア』、『日本発狂』、『アラバスター』などを挙げた。二宮にとって特に『アポロの歌』は、実写化できる確信が他の作品よりも強かった。手塚の漫画は『ブラック・ジャック』、『火の鳥』、『ブッダ』といった代表的な作品しか読んだことがなかった上浦は、二宮から提案された漫画を全て読み、「手塚作品を改めて読ませていただいて、エンタメの原点のような力強さを感じました」と語っている。そんな上浦は、二宮の解釈で髙石が出演するのならば、『アポロの歌』は面白そうだと考えた。
佐藤と髙石以外のレギュラーキャストは、1月22日に各メディアで一斉解禁され、西垣匠、森田想、河井青葉、ふかわりょう、池内博之それぞれが演じる役柄も発表された。同日、東宝芸能所属の西垣匠の出演は、同社のサイトでも報じられ、「この作品を通してぜひ“愛”について考えていただければと思います。“とあるシーン”のために、筋トレも頑張りました」という西垣のコメントも掲載された。
2月10日には都内でドラマの第1話先行上映とトークショーが開催され、キャストの佐藤勝利、高石あかり、西垣匠、森田想と、監督の二宮健が登壇。佐藤は自分が演じるキャラクターについて「難しい役柄」と言い表した。「自分が演じたことのないシチュエーション……喫煙シーンもそうですし、ワンナイトのシーンがあったり、僕としても新境地な部分もあった」と上映後のトークショーで佐藤は話した。共演者の高石は「こんなにやりがいのある役に出会えたのは奇跡です。とにかく昭吾を愛することを考えていました」と話し、監督の二宮は、小さい頃から手塚の漫画が好きだったため「ずっと『アポロの歌』を（自分の手で）やりたいという気持ちがありました」と喜びを語った。

### 主題歌
ドラマのオープニングテーマは、Dragon Ashが唄う「The Lilly」に決定したことが1月30日に発表され、Dragon Ashは同日、「二宮監督にご指名いただいた」とコメントを出した。「2004年のシングルのカップリング曲を監督が知っていて下さっていたのも驚きですし、手塚治虫先生原作のドラマの主題歌に抜擢いただくとは」と語っている。この楽曲は2004年にリリースされたシングル盤「Shade」のカップリング曲で、本作のために書き下ろされたものではない。
2月11日には、エンディングテーマを家入レオが担当することが発表された。Dragon Ashの既存曲を流用したオープニングテーマと異なり、エンディングの『No Control』は家入の数多くの楽曲に参加している久保田真悟(Jazzin' park)とのタッグで、本作のために書き下ろされた楽曲だ。2月19日に配信がスタートし、手塚の原画を用いた『No Control』のリリックビデオも同日公開されることが報じられた。家入は「手塚治虫先生の漫画『アポロの歌』は、一見救いようのない物語だけれど。一生に一度こんな風に誰かを愛すことができたら、悪い夢でも2人は幸せなのかもしれないと思ってしまう」とコメントを寄せている。

### キャスト

#### 主要人物
近石昭吾（ちかいし しょうご）
演 - 佐藤勝利（timelesz）（幼少期：七瀬瑠斗）
大学生。あることが原因でひろみを死なせてしまう。
渡ひろみ（わたり ひろみ）
演 - 髙石あかり（幼少期：瑠璃）
昭吾の幼馴染。歌手志望。バーに勤めている。

#### 周辺人物
下田（しもだ）
演 - 西垣匠
昭吾の友人で、同じ大学に通う大学生。
康子（やすこ）
演 - 森田想
ひろみが働くバーの同僚。
順子（じゅんこ）
演 - 河井青葉
昭吾の母親。ラブホテルの従業員。
山部（やまべ）
演 - ふかわりょう
謎の男。
榎（えのき）
演 - 池内博之
昭吾の大学の教授。

### スタッフ
- 原作 - 手塚治虫『アポロの歌』より[41]
- 監督・脚本 - 二宮健[5]
- 音楽 - haruka nakamura[42]
- オープニング主題歌 - Dragon Ash「The Lilly」（Victor / MOB SQUAD）[43]
- エンディング主題歌 - 家入レオ「No Control」（ビクターエンタテインメント）[44]
- アソシエイトプロデューサー - 湯本裕幸（手塚プロダクション）
- プロデューサー - 上浦侑奈（MBS）、山邊博文（ギークサイト）、前田月（ギークサイト）[42]
- 制作プロダクション - ギークサイト[41]
- 製作 - 「アポロの歌」製作委員会、MBS[41]

### 放送日程
| 話数            | 放送日  | サブタイトル                                                   |
| --------------- | ------- | -------------------------------------------------------------- |
| EP.1            | 2月19日 | 「愛の試練」の始まり──何度生まれ変わっても、結ばれる前に死ぬ…? |
| EP.2            | 2月26日 | 幼馴染が人気歌手に転生─?（第二世界「歌手シグマ」編）           |
| EP.3            | 3月05日 | 歌手シグマ編、完結!芽生える愛と罪の告白                        |
| EP.4            | 3月12日 | 合成人「シグマ王」編、開幕!幼馴染が、人間を支配する王に転生!?  |
| EP.5            | 3月19日 | 止まらない!前代未聞の愛のアプローチ!?                          |
| EP.6            | 3月26日 | シグマ王の決断、偽昭吾の誕生―                                  |
| EP.7 （最終話） | 4月02日 | 手塚治虫原作のパラレルラブストーリー、最終回                   |

### ネット局
| 放送期間                | 放送時間                     | 放送局     | 対象地域   | 備考          |
| ----------------------- | ---------------------------- | ---------- | ---------- | ------------- |
| 2025年2月19日 - 4月2日  | 水曜 0:59 - 1:29（火曜深夜） | 毎日放送   | 近畿広域圏 | 製作局        |
|                         | 水曜 1:28 - 1:58（火曜深夜） | TBSテレビ  | 関東広域圏 |               |
| 2025年4月29日 - 6月10日 | 火曜 1:59 - 2:29（月曜深夜） | 北海道放送 | 北海道     | [ 47 ] [ 48 ] |

### ネット配信
| 配信開始月 | 配信サイト    | 配信料金     | 備考       |
| ---------- | ------------- | ------------ | ---------- |
| 2025年2月  | TVer          | 広告付き無料 | 見逃し配信 |
| 2025年2月  | MBS動画イズム | 広告付き無料 | 見逃し配信 |
| 2025年2月  | FOD           | 定額制有料   | 見放題配信 |

| 毎日放送 ドラマイズム | 毎日放送 ドラマイズム | 毎日放送 ドラマイズム |
| 前番組                | 番組名                | 次番組                |
| --------------------- | --------------------- | --------------------- |
| レッドブルー          | アポロの歌            | ゲレンデ飯            |